# 田中長徳
田中 長徳（たなか ちょうとく、1947年 - ）は、日本の写真家、カメラ評論家。
偽ライカ同盟・特攻隊長、「東京カメラ倶楽部」特別会員、コシナ研究会顧問。

## 来歴
東京都生まれ。日本大学藝術学部（日藝）写真学科卒業。同期にカンボジアで亡くなった一ノ瀬泰造がいる。大学在学中から、ニコンサロンで学生としては初の個展を開催したり、写真雑誌に作品を発表する。
大学卒業後、ウィーンへ滞在。同地で地道な撮影活動ののち、1980年に帰国。
その後は文化庁の公費派遣芸術家としてニューヨークにも滞在。写真雑誌『チョートクのカメラジャーナル』（124号で終刊）主筆を担当。現在も各専門誌への執筆を続けている。カメラをテーマにしたエッセイが中心で、キャリアを積んできた銀塩カメラにとどまらず、デジタルカメラにも造詣が深い。

## 著書
- 論より証拠のコンパクトカメラ（アルファベータ）
- くさっても、ライカ（アルファベータ）
- くさっても、ライカ2（アルファベータ）
- カメラコラム300（アルファベータ）
- カメラ&レンズ ベストテン（アルファベータ）
- 『日本名作写真59+1』（アルファベータ）
- 温故知新のコンタックスG1（アルファベータ）
- 『カメラはライカ』（光文社）
- 『ライカはエライ』（光文社智恵の森文庫）
- 『チョートク@ワーク』（毎日コミュニケーションズ）
- 銘機礼讃（日本カメラ社）
- CAMERA100 田中長徳写真集100（アルファベータ）
- デジタルカメラ進化論（アルファベータ）
- 使うバルナックライカ（双葉社）
- 使うリコーGR（双葉社）
- チョートク×六本木ヒルズ
- GRデジタルワークショップ
- さらば、ライカ―アナログ派のためのデジカメ活用術([廣済堂出版])
- トウキョウ今昔1966・2006（岩波書店）
- カメラに訊け！－知的に遊ぶ写真生活（筑摩書房）
- 岩波写真文庫復刻版 田中長徳セレクション全5巻（岩波書店）

他、多数。